# Macrobiotique
 (août 2023).
Le régime macrobiotique (zen macrobiotique ou macrobiotique) est basé sur des concepts tirés du bouddhisme zen et l'appel à la nature,. Il tente d'équilibrer les éléments yin et yang supposés des aliments et des ustensiles de cuisine. Les grands principes des régimes macrobiotiques sont la réduction des produits animaux, la préférence pour des aliments locaux et de saison ainsi qu'une consommation modérée de nourriture.
Le régime a été popularisé par George Oshawa dans les années 1930, puis développé par son disciple Mishio Kushi. L'historienne de la médecine Barbara Clow écrit que, comme beaucoup d'autres types de charlatanisme, la macrobiotique adopte une vision de la maladie et de la thérapie qui va à l'encontre de la médecine générale.
Il n'existe aucune preuve scientifique fiable de l'utilité d'un régime macrobiotique pour les personnes atteintes d'un cancer ou d'autres maladies, et ce régime peut être nocif,,.

## Bases conceptuelles
Le régime macrobiotique est associé au bouddhisme zen et repose sur l'idée de l'équilibre entre le yin et le yang. Le régime propose dix programmes à suivre pour atteindre un rapport yin:yang prétendument idéal de 5:1.
La philosophie macrobiotique repose sur la philosophie du "Principe Unique", qui décrit comment deux forces opposées, Yin et Yang, interagissent pour créer et équilibrer l'univers. Les aliments sont classés selon ces forces, où les aliments Yang recentrent et fortifient, tandis que les aliments Yin apportent légèreté et fraîcheur. Cette philosophie affirme que l'univers est une manifestation de l'Un divisé en Yin (force dilatatrice) et Yang (force constrictive), cherchant continuellement à se réunifier.
Georges Oshawa, fondateur de cette philosophie, décrit un mécanisme de création en spirale où l'énergie se concentre et se dilate, créant ainsi toutes les formes de vie, de l'énergie aux particules atomiques jusqu'aux êtres vivants. L'homme, au centre de cette spirale, est capable de comprendre ce processus. Oshawa propose également des lois et théorèmes pour expliquer l'ordre de l'univers, et met en avant l'importance de développer un jugement global, allant au-delà des perceptions dualistes, pour atteindre l'harmonie et l'équilibre avec l'univers.

## Pratiques
La cuisine macrobiotique met l'accent sur l'utilisation d'aliments peu transformés, frais, de saison et locaux. On y retrouve des céréales complètes, les légumes secs (légumineuses), les légumes, les algues comestibles, les produits à base de soja fermenté et les fruits cultivés localement et combinés dans les repas selon le principe de yin et yang.
Elle prescrit l'utilisation d'ustensiles de cuisine fabriqués à partir de matériaux spécifiques tels que le bois ou le verre, tandis que certains matériaux tels que le plastique, le cuivre et les revêtements antiadhésifs sont à éviter. De même, les fours électriques sont proscrits. 

## Santé et danger

### La maladie selon la macrobiotique
La définition que donne la macrobiotique de la maladie diffère aussi sensiblement de celle habituellement admise : l'arrogance serait la seule véritable maladie universelle, dont toutes les autres maladies ne sont que des manifestations. La maladie est perçue comme une réaction naturelle du corps pour se rééquilibrer et l'éliminer des excès nocifs. La macrobiotique recommande de faire confiance à ce processus de guérison naturel, en intervenant le moins possible et en suivant un régime équilibrant le Yin et le Yang pour faciliter le nettoyage de l'organisme. Les recommendations d’usage d’aliments spécifiques se basent sur les experimentations de Georges Ohsawa sur lui-même,.

### Risques pour la santé
Le régime macrobiotique est déconseillé aux enfants, aux adolescents, aux femmes enceintes, allaitantes, aux personnes en déficit immunitaire ou ayant une maladie chronique et aux seniors. Il est associé à un certain nombre de risques pour la santé physique et mentale, parmi lesquels,, :
- Carences en fer, en zinc, en calcium, en magnésium, en acides gras essentiels, en protéines et en acides aminés essentiels, en iode et en vitamine B12, pouvant affaiblir le système immunitaire, détériorer la santé osseuse, entrainer une fatigue chronique, provoquer des retards de croissance, de développement et du rachitisme ;
- Déclenchement ou aggravation de troubles alimentaires, anxiété.

### Cancer
L'American Cancer Society recommande une « alimentation pauvre en graisses et riche en fibres, composée principalement de produits végétaux » ; cependant, elle recommande vivement aux personnes atteintes d'un cancer de ne pas considérer un programme alimentaire comme un moyen exclusif ou principal de traitement.
Cancer Research UK déclare que « certaines personnes pensent qu'un mode de vie macrobiotique peut les aider à lutter contre leur cancer et conduire à une guérison. Mais il n'existe aucune preuve scientifique de cette hypothèse ».

## Controverse: mouvement sectaire
En France, dans les années 1980, le fils de l'ecrivain Roger Ikor se suicide après avoir adhéré au mouvement macrobiotique. Roger Ikor fonde le Centre contre les manipulations mentales en 1981 pour informer sur le phénomène sectaire, faire de la prévention et aider les victimes,.